# 1686
سنة 1686 كانت سنة بسيطة تبدأ يوم الثلاثاء (الرابط يظهر نموذج التقويم الكامل للسنة) من التقويم الميلادي، وسنة بسيطة تبدأ يوم الجمعة من التقويم اليولياني.

## أحداث
- تأسيس مدينة الدوحة عاصمة دولة قطر
- تأسيس مدينة ترينيداد، بوليفيا وتقع حاليا في بوليفيا.
- تأسيس مدينة أولانغوم وتقع حاليا في منغوليا.
- حصار بودا الثاني في الفترة ما بين 18 يونيو و9 سبتمبر.

## مواليد
- أحمد القرمانلي
- دانيال فهرنهايت

## وفيات
- أوتو فون غيريكه.
- إدمند كاستل.
- المؤيد محمد بن المتوكل.
- ريتشارد هاد.
- صويولجي.
- نيكولاس ستينو.